# Юридичний акт
Юридичний акт — акт-волевиявлення (рішення) суб'єкта права, що регулює суспільні відносини за допомогою встановлення (зміни, скасування, зміни сфери дії) правових норм, а також визначення (зміни, припинення) на основі цих норм прав і обов'язків учасників конкретних правовідносин, міри відповідальності конкретних осіб за скоєне ними правопорушення. Він оформляється у встановлених законом випадках у вигляді письмового документа (акта-документа).
Наслідком неприпустимої для юридичної науки термінологічної неохайності у вигляді ототожнення юридичних актів з їхнім різновидом — правовими актами — є й відсутність у вітчизняній літературі загального наукового поняття юридичного акта. У правових актах, що домінують над юридичними, найповніше й найконцентрованіше втілюється принцип усезагальної справедливості. Теорія правових актів доволі докладно розроблена юридичною наукою. Зокрема, означено їхню систему та ієрархічну супідрядність, проведено поділ на види. Крім того, тільки правові акти містять норми права.
С. С. Алексєєв сформулював три значення терміна юридичний акт:
— дію поведінку, як правило правомірну, тобто юридичний факт, що є підставою для тих чи інших правових наслідків.
— результат правомірної дії, тобто юридично значущий змістовний елемент правової системи юридична норма, індивідуальний припис, акт автономного регулювання, що увійшов у правову тканину внаслідок правотворчої владної індивідуально-правової або автономної діяльності суб'єктів.
— юридичний документ, тобто зовнішньо словесно-документально оформлене вираження волі, що закріплює правомірну поведінку і її результат.

## Ознаки
- Юридичний акт є письмовим документом, що має власну ознаку вираження інформації.

Це побудова тексту акта за правилами юридичної техніки (глави, статті, елементи, норми); формулювання правил поведінки тривалого чи разового характеру;використання специфічних юридичних понять і термінів; додержання обов'язкових реквізитів, що властиві кожному акту;
- Має сувору компетенцію суб'єкта, щодо видання юридичних актів.

Суб'єкти господарювання, а саме підприємства, акціонерні товариства, навчальні заклади, наукові інститути, та інші заклади, а також діючі в їхніх рамках колективні суб'єкти прямого народовладдя приймають локальні акти в межах закону і положень про них. Так наприклад Верховна Рада України має право видавати закони України і постанови, Президент України — укази та розпорядження, Кабінет Міністрів-постанови і розпорядження, міністерства і відомства — накази і інструкції, голови державних адміністрацій видають розпорядження, а керівники структурних підрозділів державних адміністрацій — накази. Тому сувора відповідність юридичного акта характеру й обсягу компетенції суб'єкта, що його приймає, є найважливішим критерієм його законності, змістовності й обґрунтованості;
- Юридичний акт має офіційний характер.

Полягає в його виданні від імені органу. Правомочність названих суб'єктів приймати юридичні акти визначається конституціями, законами, указами, постановами, положеннями, статутами. Звідси випливає важливе правило про видання кожним суб'єктом тільки тих видів юридичних актів, які за ним закріплені.
- Юридичний акт має цільову орієнтацію.

В ньому в концентрованій формі виражені соціальні інтереси. Акт може виражати державну волю (якщо він виданий від імені держави), волю соціальної спільноти (населення тієї чи іншої території), владне веління (якщо акт прийнятий уповноваженим суб'єктом), згоду й рівні партнерські відносини. У будь-якому разі інтерес і воля отримують суворо визначену й обов'язкову форму вираження.
- Загальнообов'язковість юридичного акта.

Це означає, що він офіційно видається й захищається державою та її інституціями. Його зобов'язані виконувати фізичні та юридичні особи, яким він адресований. Беручи його до уваги, вони можуть приймати свої акти та виконувати юридичні дії. Ігнорування юридичних актів, їхнє порушення, перешкоджання реалізації є порушенням законності, що тягне за собою різні способи відновлення «балансу актів», їхньої юридичної сили й авторитету, а також вжиття заходів дисциплінарної, адміністративної, матеріальної, кримінальної відповідальності до винних осіб. Тобто юридичний захист правового акта є його міцною гарантією;
- Юридичний акт призначений для регулювання суспільних відносин.

Це досягається за допомогою різних засобів: шляхом встановлення правових норм, виникнення, зміни чи припинення правових відносин, створення та зміни юридичного стану за допомогою забезпечення реалізації правових норм, правового захисту законних інтересів.

## Класифікація
Юридичні акти згідно зі своїм визначенням мають певну класифікацію, а саме:
- За формою вираження:

1) письмовий (наприклад, окремий документ вирок суду, або резолюція за матеріалами справи затвердження прокурором обвинувального висновку)
2) усний (заяви, розпорядження, накази, вказівки)
3) конклюдентний (акт дії, наприклад, застосування працівниками міліції табельної зброї або застосування жестів міліціонером-регулювальником дорожнього руху)
- За способом прийняття:

1)одноособові
2)колегіальні
- За юридичною субординацією:

1)нормативні
Регулюють певну сферу суспільних відносин і є загальнообов'язковими; наприклад, нормати́вно-правови́й а́кт — офіційний письмовий документ, прийнятий уповноваженим на це суб'єктом нормотворення у визначеній законодавством формі та за встановленою законодавством процедурою, спрямований на регулювання суспільних відносин, що містить норми права, має неперсоніфікований характер і розрахований на неодноразове застосування. Наприклад, нормативно-правовим актом в України є саме: «Конституція України.»
2)індивідуальні
Породжують права і обов'язки лише у тих конкретних суб'єктів, яким вони адресовані, у конкретному випадку, тобто документи, які видані на підставі відповідного нормативно-правового акта задля вирішення конкретних справ, містять індивідуально-конкретні веління, розраховані на одноразове використання та не мають загального характеру. Прикладом цього виду актів є розпорядження Кабінету Міністрів України від 19 грудня 2012 р. такого змісту: «Про перенесення робочих днів у 2013 році»
3)інтерпретаційні
Мають допоміжний характер і, як правило, «обслуговують» нормативні акти, наприклад акт офіційного тлумачення, тобто документ, який містить роз'яснення змісту і порядку застосування норми права, сформульоване уповноваженим органом у межах його компетенції, що має обов'язкову силу для всіх, хто застосовує певну норму. Наприклад, Постанова Верховної Ради України: «Про державний прапор України»